# キャメオ
キャメオ（Cameo)は、アメリカ合衆国のR&B、ファンク・バンド。
1974年にニューヨーク・シティ・プレイヤーズとして活動を開始して、似た名前のグループが存在するためキャメオと改名して活躍する。マーキュリー・レコード時代は、バーケイズ、コン・ファンク・シャンとともに同レーベルの看板ファンク・バンドとなった。1980年代にファンクのシングル、アルバムやブラック・ロック・ヒットを出した。現在も活動し、メンバーのアーロン・ミルズはプロデューサーとしてアウトキャストの作品を手掛けている。

## 来歴
1974年、ラリー・ブラックモンを中心に、13名のメンバーで結成されたニューヨーク・シティ・プレイヤーズが前身である。1976年、ニューヨーク・シティ・プレイヤーズはカサブランカ・レコード傘下のチョコーレート・シティ・レーベルと契約した。やがて、ファンク・バンドのオハイオ・プレイヤーズとの混同を避けるため、グループ名をキャメオと変更し、グループ・メンバーは8名となった。
ブーツィー・コリンズのブーツィーズ・ラバー・バンドなどのオープニング・アクトを務める。
シングル「Find My Way」をリリースの後、1977年、最初のアルバム『カーディアック・アレスト』をラリー・ブラックモン自身のプロデュースでリリースした。
1980年リリースのアルバム『キャメオシス』からのシングル・カットである「Shake Your Pants」がR&Bシングル・チャートの8位を記録する。
1982年、活動の拠点をアトランタに移し、アトランタ・アーティスツ・レコーディングスを設立（配給はマーキュリー・レコード）。
10人以上いたメンバーを、ラリー・ブラックモン、トミ・ジェンキンズ、ネイザン・レフトナント、グレゴリー・ジョンソン、チャーリー・シングルトンの5人にし、アルバム『アリゲーター・ウーマン』を完成させる。
同アルバム以降、音の隙間を作ることによって、「キャメオ・サウンド」と呼ばれる独特のサウンドを形成していく。
1983年、メンバーは4人になり、1984年のアルバム『シーズ・ストレンジ』からサポート・メンバーであったケヴィン・ケンドリックが参加。
オハイオ・プレイヤーズ風のラリー・ブラックモンのボーカルに加え、ミドル・テンポのリズムで演奏されたシングル「She's Strange」はブラック・ラジオ・ステーション（黒人ラジオ）でヘビー・ローテーションとなり、R&Bシングル・チャートの1位を獲得。
12インチ・レコードがクラブ・シーンでかけられる様になり、「Cameo Megamix」なるものもリリースされた。
1985年のアルバム『ファンキー・ライフ』からは3名のスタイルとなり、「アタック・ミー・ウィズ・ユア・ラブ」がソウル・チャートでヒットした。
1986年にリリースした「Word Up!」は、アメリカのラジオ・ステーションでさかんにオン・エアされR&Bシングル・チャートの1位、ポップ・チャートでも6位を獲得。続く「Candy」もヒットした。
「Back and Forth」のミュージック・ビデオにはマイルス・デイヴィスが登場し、メンバーもジャン＝ポール・ゴルチエがデザインをした衣装で身を固め、ラリー・ブラックモンは股間に赤いパッドを付け、それをトレード・マークとした。
マイルス・デイヴィスが演奏で参加した1988年のアルバム『マチズモ』を発表。1990年代には、ブラック・ロックから本来のソウル、ファンクに戻った「アイ・ウォント・イット・ナウ」をソウル・チャートでヒットさせた。1992年にリプリーズに移籍。2000年にリリースしたアルバム『Sexy Sweet Thing』以降、レコーディング契約はないが、各自音楽を制作しており、彼らの活動はMyspaceで知ることができる。

## ディスコグラフィ

### スタジオ・アルバム
- 『カーディアック・アレスト』 - Cardiac Arrest (1977年、Chocolate City)
- 『ウィ・オール・ノウ・フー・ウィ・アー』 - We All Know Who We Are (1978年、Chocolate City)
- 『アグリー・エゴ』 - Ugly Ego (1978年、Chocolate City)
- 『シークレット・オーメン』 - Secret Omen (1979年、Chocolate City)
- 『キャメオシス』 - Cameosis (1980年、Chocolate City)
- 『フィール・ミー』 - Feel Me (1980年、Chocolate City)
- 『魔法の騎士』 - Knights of the Sound Table (1981年、Chocolate City) ※旧邦題『ナイツ・オブ・ザ・サウンド・テーブル』
- 『アリゲーター・ウーマン』 - Alligator Woman (1982年、Chocolate City)
- 『スタイル』 - Style (1983年、Atlanta Artists)
- 『シーズ・ストレンジ』 - She's Strange (1984年、Atlanta Artists)
- 『ファンキー・ライフ』 - Single Life (1985年、Atlanta Artists)
- 『ワード・アップ』 - Word Up! (1986年、Atlanta Artists)
- 『マチズモ』 - Machismo (1988年、Atlanta Artists)
- 『リアル・メン・ウェア・ブラック』 - Real Men... Wear Black (1990年、Atlanta Artists)
- 『エモーショナル・ヴァイオレンス』 - Emotional Violence (1992年、Reprise)
- 『イン・ザ・フェイス・オブ・ファンク』 - In the Face of Funk (1994年、Way 2 Funky)
- Sexy Sweet Thing (2000年、BMD/Private I)

### ライブ・アルバム
- Nasty  (1996年、Intersound)
- Live: Word Up (1998年、Universal)
- Original Artist Hit List (2003年、Intersound)
- Nasty, Live & Funky (2007年、Prestige)
- Word Up! Greatest Hits – Live (2007年、Silver Star)
- Keep It Hot (2007年、Sheridan Square)

### コンピレーション・アルバム
- Shake Your Pants (1992年、Polygram)
- 『ベスト&レア・トラックス』 - The Best of Cameo (1993年、Mercury)
- The Best of Cameo, Volume 2 (1996年、Mercury)
- Best of Cameo (1998年、Universal)
- The Ballads Collection (1998年、Polygram)
- Greatest Hits (1998年、Polygram)
- 12" Collection and More (1999年、Polygram)
- The Hits Collection (2000年、Universal/Spectrum)
- 20th Century Masters - The Millennium Collection: The Best of Cameo (2001年、Mercury)
- 『ベスト・オブ・キャメオ』 - Anthology (2002年、Mercury)
- Classic Cameo (2003年、Mercury)
- The Best of Cameo (2004年、Universal)
- Gold (2005年、Mercury)
- The Definitive Collection (2006年、Mercury)
- 『ワード・アップ〜アルティメイト・ベスト・オブ・キャメオ』 - Word Up! The Ultimate Collection (2013年、Spectrum Music)